# Chiesa dei Santi Pietro e Paolo (Mercatello sul Metauro)
La chiesa dei Santi Pietro e Paolo, detta anche pieve collegiata, è la parrocchiale di Mercatello sul Metauro, in provincia di Pesaro e Urbino ed arcidiocesi di Urbino-Urbania-Sant'Angelo in Vado; fa parte dell'unità pastorale di Massa Trabaria.

## Storia

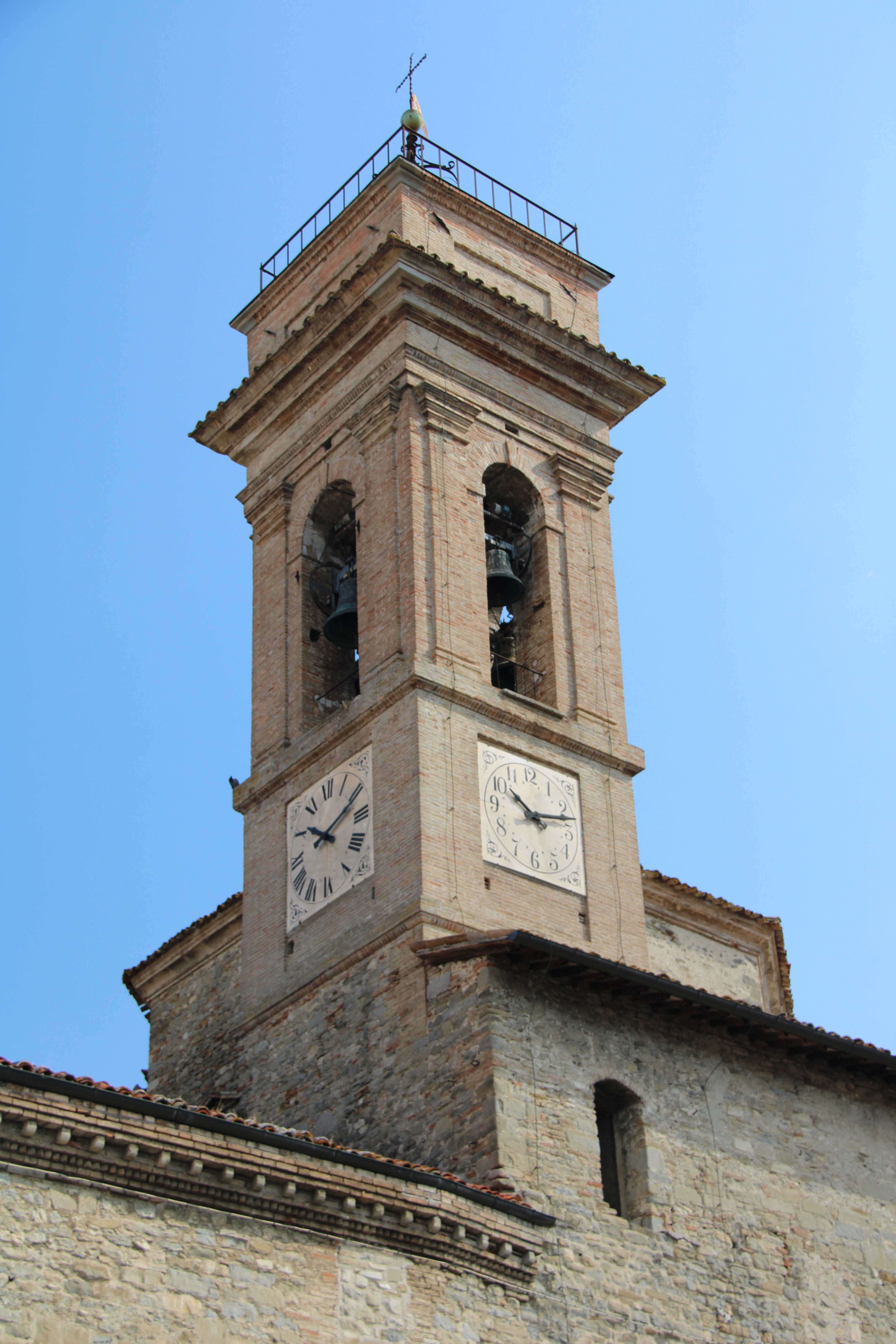
Il campanile

La prima pieve di Mercatello sorse nell'Alto Medioevo, forse tra i secoli X e XI.
Nel 1363 venne edificata la nuova pieve, in stile gotico; inizialmente la dedicazione era solo a San Pietro Apostolo, mentre a partire dal XV secolo s'aggiunse pure quella a San Paolo di Tarso.
Tra il Sei e il Settecento venne costruita la nuova parrocchiale, che fu poi consacrata da Giovanvincenzo Castelli il 17 luglio 1730; nel 1781 una scossa di terremoto danneggiò il campanile, che era stato eretto dopo la demolizione del precedente nel 1682, facendone cadere al suolo la cuspide, che non fu poi riedificata.
Nel 1927 venne costruita la facciata in stile neoromanico, il cui progetto era stato elaborato da Mario Egidi De Angelis.

## Descrizione

### Facciata
La facciata della chiesa, che è a salienti, è spartita in due porzioni, nella centrale delle quali si apre il portale d'ingresso, sopra il quale vi è il rosone, mentre in quelle laterali ci sono due finestre con archi a tutto sesto; sotto le linee di gronda sono presenti degli archetti pensili.

### Interno

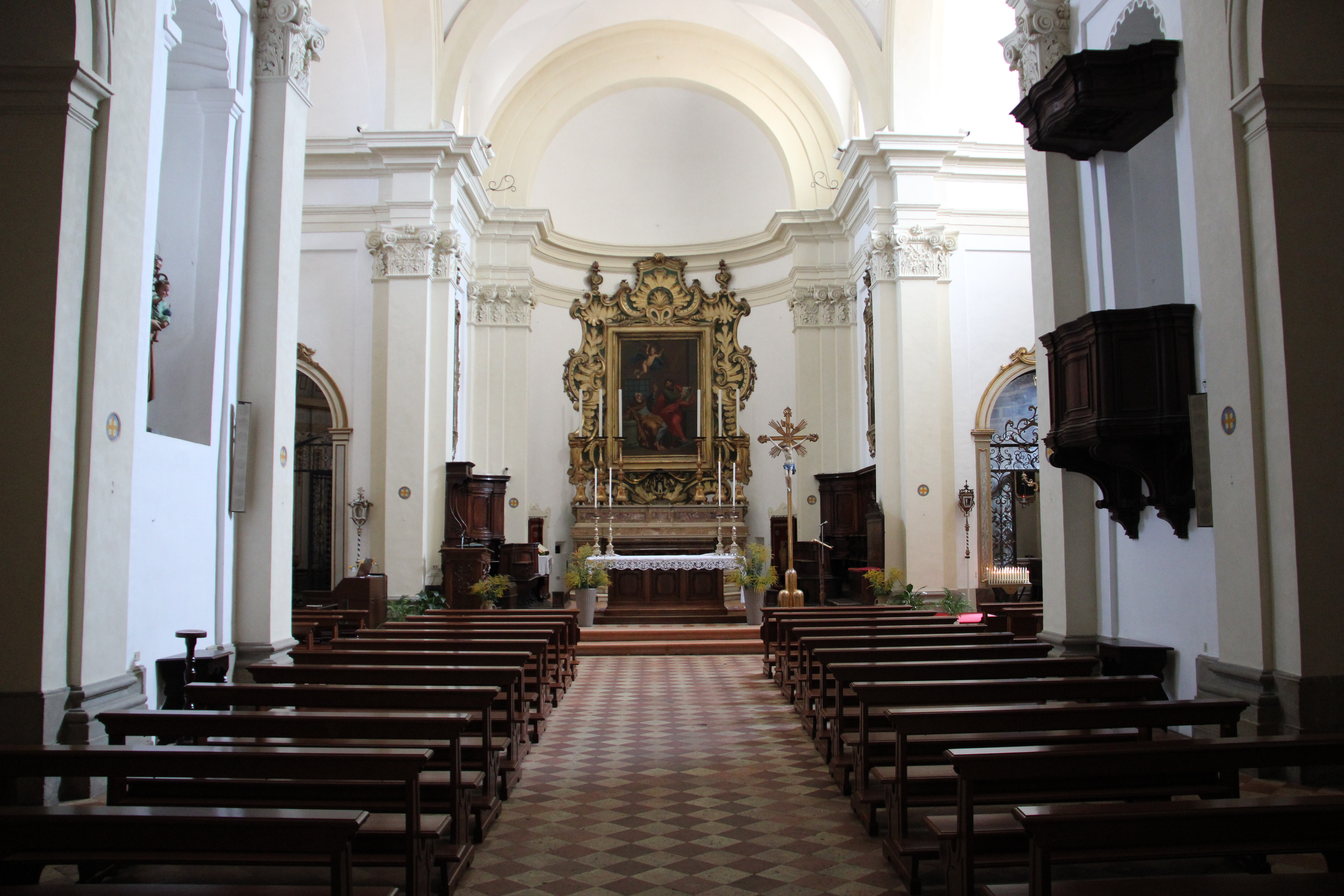
L'interno

L'interno si compone di tre navate e di transetto e l'area in cui quest'ultimo e l'aula s'intersecano è coperta dalla cupola.  Opere di pregio qui conservate sono le tele dell'Immacolata Concezione, eseguita da Raffaelino del Colle, di San Carlo Borromeo in Gloria, dipinta da Giovan Francesco Guerrieri nella prima metà degli anni trenta del XVII secolo, di San Pietro visitato da San Paolo nel carcere Mamertino, commissionata dall'arciprete Francesco Maria Fadossi verso il 1750 e realizzata nella bottega di Gaetano Lapis, e della Madonna del Carmine e Santi, risalente al XVII secolo, la tavola duecentesca in cui è ritratta la Madonna delle Grazie, il Crocefisso, realizzato nel 1640, il settecentesco battistero, la pala raffigurante i Santi Gioacchino e Anna con Maria bambina, dipinta da mano anonima nel Settecento, e l'organo, costruito da Saverio Vici e poi ingrandito nel 1866 dai fratelli Francesco e Antonio Martinelli.